# ازمة النخيب الحدودية (2011)
أزمة النخيب الحدودية هي أزمة حدودية حدثت في عام 2011 في منطقة النخيب الحدودية، والتي تقع في النصف الجنوبي من محافظة الانبار. نشأت الأزمة في سياق الاضطرابات الداخلية التي شهدها العراق بعد انتهاء الاحتلال الأمريكي، وتفاقمت نتيجة لتدخلات خارجية وتداخل مصالح الجماعات المحلية والقبلية في المنطقة.

## الخلفية
تعد النخيب منطقة استراتيجية تمتد على مساحة صحراوية واسعة، وتربط العراق بالسعودية وسوريا من الناحية الإدارية، كانت النخيب تتبع محافظة الأنبار منذ صدور المرسوم الجمهوري رقم 408 لسنة 1979، الذي أعاد تبعيتها إلى قضاء الرطبة ضمن الأنبار، بعد فترة قصيرة من ارتباطها بمحافظة كربلاء في أواخر السبعينيات.

## أسباب الأزمة
تعود أسباب أزمة النخيب الحدودية إلى عدة عوامل منها:
- مطالبات إدارية أعضاء في مجلس النواب عن محافظة كربلاء طالبوا بضم النخيب إلى محافظتهم مستندين إلى اعتبارات تاريخية وجغرافية ومشيرين إلى أن النخيب كانت تابعة لكربلاء.

- أحداث أمنية في سبتمبر 2011: تعرضت قافلة من الزوار الشيعة المتجهين إلى سوريا لهجوم مسلحفي منطقة النخيب، مما أدى إلى مقتل عدد منهم. هذا الحادث زاد من التوترات وأثار مطالبات بفرض سيطرة أمنية مختلفة على المنطقة.[1]

- الاعتبارات الطائفية والسياسية: النزاع أخذ بعدًا طائفيا، حيث ينظر إلى الأنبار كمحافظة ذات أغلبية سنية، بينما كربلاء ذات أغلبية شيعية. هذا الانقسام الطائفي ساهم في تعقيد الأزمة وزيادة حدتها.[2]

## سير الأحداث
في أعقاب الهجوم على الزوار، قامت قوات أمنية من كربلاء بالدخول إلى النخيب، مما أثار احتجاجات من قبل مسؤولين وشيوخ عشائر في الأنبار، الذين اعتبروا ذلك انتهاكا لحدود محافظتهم التوترات تصاعدت مع تبادل الاتهامات بين الجانبين، وخرجت تظاهرات في مدن الأنبار رفضًا لضم النخيب إلى كربلاء.

## الاهمية الإستراتيجية
النخيب تعتبر ذات أهمية استراتيجية بسبب موقعها الجغرافي، حيث تشكل ممرا يربط بين وسط العراق وحدوده مع السعودية وسوريا. كما أن السيطرة على النخيب تعني التحكم في طرق التجارة والحج، مما يضيف بعدًا اقتصاديًا ودينيا للنزاع.النخيب تعتبر ذات أهمية استراتيجية بسبب موقعها الجغرافي، حيث تشكل ممرا يربط بين وسط العراق وحدوده مع السعودية وسوريا. كما أن السيطرة على النخيب تعني التحكم في طرق التجارة والحج، مما يضيف بعدًا اقتصاديًا ودينيا للنزاع.

## في الحاضر
حتى الآن لا تزال النخيب تُدار إداريًا من قبل محافظة الأنبار، لكن المطالبات بضمها إلى كربلاء لم تتوقف، وتثار بين الحين والآخر، خاصة في أوقات التوترات السياسية أو الانتخابات النزاع على النخيب يُعد مثالاً على التحديات التي تواجه العراق في إدارة التنوع الطائفي والإقليمي، والحاجة إلى حلول سياسية تراعي التوازن بين مختلف المكونات